# Kronet til konge
Kronet til konge (norveški: "Okrunjen za kralja") debitantski je studijski album norveškog black metal-sastava Dødheimsgard. Album je 1995. godine objavila diskografska kuća Malicious Records. Godine 1999. Kronet til konge ponovno objavljuje Century Media Records.

## Popis pjesama
| 1.    | »Intro«                                                     | 1:00 |
| 2.    | »Å slakte Gud« (Klanje Boga)                                | 6:09 |
| 3.    | »En krig å seire« (Rat za pobjedu)                          | 4:58 |
| 4.    | »Jesu blod« (Isusova krv)                                   | 4:51 |
| 5.    | »Midnattskogens sorte kjerne« (Crna srž ponoćne šume)       | 6:47 |
| 6.    | »Kuldeblest over evig isøde« (Jak vjetar nad vječnim ledom) | 4:13 |
| 7.    | »Kronet til konge« (Okrunjen za kralja)                     | 4:35 |
| 8.    | »Mournful, Yet and Forever«                                 | 7:05 |
| 9.    | »Når vi har dolket Guds hjerte« (Kada izbodemo Božje srce)  | 4:47 |
| 10.   | »Starcave, Depths and Chained«                              | 3:41 |
| 11.   | »When Heavens End«                                          | 5:18 |
| 12.   | »Outro«                                                     | 0:44 |
| 54:08 |                                                             |      |

"Intro" i "Outro" se ne spominju ni u knjižici niti na poleđini albuma.

## Recenzije
Steve Huey, glazbeni kritičar sa stranice AllMusic, dodijelio je albumu dvije i pol od pet zvjezdica te je izjavio: "Dødheimsgard je [na albumu] usavršio osnovni oblik norveškog black metal stila, iako zapravo ne dodaje ništa novo u žanr."

## Zasluge
| Dødheimsgard - Aldrahn – gitara, vokali, produkcija - Vicotnik – bubnjevi, prateći vokali, produkcija - Fenriz – bas-gitara, dodatni vokali, produkcija | Produkcija - Bård Norheim – inženjer zvuka |